# Parorena sminthochroa
Parorena sminthochroa là một loài bướm đêm trong họ Noctuidae.